# Графство Кастелль
Графство Кастелль (нем. Grafschaft Castell) — существовавшее с 1202 по 1806 г. графство в составе Священной Римской империи со столицей в одноимённом городе.

## История
В 1057 г. в документе города Кастелль первый представитель рода Кастелль Рупрехт, назвавший свою династию в честь города. В 1202 г. семья получила статус имперского графа; в то время графство по существу включало территории между западным склоном Штайгервальда и Майном; В 1398 г. король Вацлав также предоставил графам право чеканить монету. В 1457 году при графе Вильгельме II возникла угроза финансового краха, графство стало вотчиной Вюрцбургского епископства, но смогло сохранить свой имперский статус в последующие десятилетия.
В период с 1546 по 1559 г. была проведена Реформация. После разделения графства в 1546 году граф Георг II временно переехал в старый замок в Рюденхаузене и в 1556 г. выбрал обнесенный рвом замок своей постоянной резиденцией и резиденцией правительства, заложив линию графов Кастель-Рюденхаузена.
Граф Конрад остался в Кастелле, граф Генрих принял наследство матери (части графства Вертхайм) и построил новый замок в Ремлингене. Поскольку ни граф Конрад, ни граф Генрих не имели потомков мужского пола, в 1597 году графство было снова разделено между сыновьями Георга II — Вольфгангом II (Кастелль-Ремлинген) и Готфридом (Кастелль-Рюденхаузен).
В 1803 году линия Кастель-Рюденхаузен вымерла. Два брата из линии Кастель-Ремлинген основали новые линии Кастелль-Кастелль (Альбрехт-Фридрих Карл) и Кастелль-Рюденхаузен (Кристиан Фридрих).
Во время наполеоновских войн графство Кастелль было медиатизировано в 1806 г. и включено в состав королевства Бавария согласно акту о создании Рейнского союза. Граф Кастелль был назначен потомственным «имперским советником баварской короны».